# Cebreros
Cebreros est une commune d'Espagne de la province d'Ávila dans la communauté autonome de Castille-et-León.
Elle accueille sur son territoire une station du réseau ESTRACK et un musée consacré à Adolfo Suárez, natif de Cebreros, et à la Transition démocratique espagnole.

## Administration
| Période                                  | Période | Identité | Étiquette | Qualité |
| ---------------------------------------- | ------- | -------- | --------- | ------- |
|                                          |         |          |           |         |
| Les données manquantes sont à compléter. |         |          |           |         |

## Culture
La ville de Cebreros accueille le Musée Adolfo Suárez et de la Transition (MAST)